# 尚-弗朗索瓦·多明格
尚-弗朗索瓦·多明格（英語：Jean-François Domergue，1957年6月23日—）是一名前法國足球運動員，司職後衛。他最近擔任勒哈弗爾和蒙彼利埃的領隊。
在他的整個職業生涯中，他曾九次被法國國家足球隊徵召入隊，並射入兩個入球——都是在1984年歐洲國家盃準決賽對葡萄牙的比賽中射入，法國在加時賽後以3-2獲勝。其後法國繼續在決賽打敗西班牙贏得冠軍。

## 球會生涯
多明格最初在波爾多接受訓練，他的職業生涯開始司職左後衛。經過兩年的學徒生涯，他在1977-1978賽季成為法國足球等級制度進步的球隊中防守的正選球員。面對因球會進行的招募著名的球員（尤其是馬里烏斯·車素）而失去正選的風險，他於1980年與里爾簽訂一份為期三年的合約。1981年，他贏得里爾社區的國際友誼賽，並在決賽中入球. 。
在成為法甲的知名球員後，他於1981年4月至1986年2月期間連續參加188場聯賽，身穿里爾、里昂（儘管他在1983年與里昂射入8個聯賽入球）和圖盧茲的球衣。在1984年歐洲國家盃的最後一分鐘被選中，他在與丹麥的第一場比賽中代替受傷的伊瑪·勒魯上場，並且從未離開球隊。他因此參加比賽的五場比賽，甚至在對陣葡萄牙的準決賽中射入兩球。
多明格於1986年與馬賽簽約，擔任自由人的位置。他為馬賽爭逐歐洲冠軍盃，並在半決賽對陣阿積士的比賽中淘汰對手出局。由於這些表現，他第三度入選法國國家足球隊。
在馬賽效力兩個賽季後，他加入第一次在法甲角逐的升班馬卡昂，他的經歷使他在1988-1989賽季為卡昂保持在精英中做出巨大貢獻。由於與教練羅伯特·努薩雷特的分歧，他在下個賽季開始時終止他的職業生涯，選擇退役。

## 領隊生涯
多明格轉為擔任經理，先是在卡昂，然後在巴黎聖日耳門（從1992年6月到2000年12月期間擔任副總經理），他於2000年成為勒哈弗爾的領隊，兩個賽季後他帶領球隊晉升為法甲。2002年，他被邀請成為法國國家隊領隊羅杰·拿美爾的可能繼任者（最終被選中的是積基斯·辛天尼）。
2004年，他加入法乙球會蒙彼利埃，並於2007年4月24日在聯賽結束前四天被解僱，並由球會主席路易斯·尼科林取代羅蘭·庫爾比斯，原因是當時蒙彼利埃正在降級位置。然而，多明格留在球會，在那裡他被任命為訓練中心的助理經理。他於 2009年7月成為同一培訓中心的主任。
多明格與柏天尼的良好友誼使他於2013年12月離開蒙彼利埃加入歐洲足協（亨利·斯坦布利接替他）。2014年1月起擔任東歐國家足球學校發展項目經理。

## 榮譽

### 國際賽
法國
- 歐洲國家盃：1984

## 外部鏈接
- Internationaux français de football，存档于Archive.today（存檔日期 2013-02-03）
- Jean-François DOMERGUE （页面存档备份，存于）於法國足球總會網頁（法文）
- Jean-François Domergue於法國足球總會網頁（存檔）（法文）